# 加拿大—希臘關係
加拿大－希臘关系，指希腊与加拿大的双边关系。1942年，两国首次交换大使。希腊在渥太华设有大使馆，在蒙特利尔、多伦多、温哥华设有总领事馆。加拿大在希腊雅典设有大使馆，在塞萨洛尼基设有名誉领事馆。

## 双边协定
- 船运公司税收协定（Agreement on Taxation of Shipping companies） (1929)
- 社会安全协定（Agreement on Social Security）(1981)
- 定期航空运输协定（Agreement on Regular Air Transport）(1987)
- 定期航空运动修正协定（Revised Agreement on Regular Air Transport）